# Lydia Marinelli
Lydia Marinelli (* 15. Juli 1965 in Matrei in Osttirol; † 8. September 2008 in Wien) war eine österreichische Historikerin, Herausgeberin, wissenschaftliche Autorin und Kuratorin, sowie Ausstellungsmacherin, spezialisiert auf die Geschichte der Psychoanalyse.

## Leben
Marinelli studierte Geschichte, Literaturwissenschaften und Philosophie an der Universität Wien, war seit 1992 wissenschaftliche Mitarbeiterin, später Kuratorin des Sigmund Freud Museums und seit 2003 wissenschaftliche Leiterin der Sigmund Freud Privatstiftung. Sie promovierte 1999 über Psyches Kanon – Zur Publikationsgeschichte der Psychoanalyse rund um den Internationalen Psychoanalytischen Verlag.
Marinelli war außerdem wissenschaftliche Mitarbeiterin an der Library of Congress in Washington, D.C. und Stipendiatin des Max-Planck-Instituts für Wissenschaftsgeschichte in Berlin. Sie veröffentlichte zur Geschichte und Theorie der Psychoanalyse, des Traums, über Sigmund Freud sowie zur Mediengeschichte in Verbindung mit Wissenschaftsgeschichte und konzipierte zu diesen Themen mehrere Ausstellungen. Sie unterrichtete auch als Lektorin an verschiedenen Universitäten, u. a. der Universität Wien. Sie ist die Schwester der Kunsthistorikerin Ursula Marinelli.

## Posthume Ehrungen
Vom 23. bis 25. Juli 2009 fand im Heiligenkreuzerhof in Wien die Tagung Epistemic Vehicles in the Human Sciences. A Conference in Memory of Lydia Marinelli des Max-Planck-Instituts für Wissenschaftsgeschichte in Kooperation mit dem Institut für Wissenschaft und Kunst, IWK und dem Filmarchiv Austria statt. Im Rahmen dieser internationalen Veranstaltung, an der zahlreiche Fachvertreter das Werk Marinellis würdigten, präsentierten Hans-Jörg Rheinberger und Andreas Mayer auch ihre aus dem Nachlass stammenden Arbeiten (Tricks der Evidenz und Psyches Kanon).
Die Zeitschrift American Imago widmete ein Themenheft (Vol. 66, no. 2, Summer 2009) dem Andenken an Lydia Marinelli, mit bisher in englischer Sprache unveröffentlichten Beiträgen der Historikerin.

## Kuratierte Ausstellungen (Auswahl)
- Die Couch. Vom Denken im Liegen. 2006 im Sigmund Freud Museum Wien.
- Freuds verschwundene Nachbarn. 2003 im Sigmund Freud Museum Wien.
- „Meine ... alten und dreckigen Götter“. Aus Sigmund Freuds Sammlung. 1998/99 im Sigmund Freud Museum Wien.
- Internationaler Psychoanalytischer Verlag 1919–1938. 1995 im Sigmund Freud Museum Wien.

## Schriften (Auswahl)
- Schriften zur Geschichte der Psychoanalyse. Verlag Turia + Kant, Wien 2009, ISBN 978-3-85132-600-0. 3 Bände:
  - Andreas Mayer (Hrsg.): Tricks der Evidenz. Zur Geschichte psychoanalytischer Medien. Mit einem Vorwort von John Forrester, ISBN 978-3-85132-542-3.
  - Christian Huber, Walter Chramosta (Bearb.): Psyches Kanon. Zur Publikationsgeschichte rund um den Internationalen Psychoanalytischen Verlag. ISBN 978-3-85132-541-6.
  - Träume nach Freud. Die „Traumdeutung“ und die Geschichte der psychoanalytischen Bewegung. 2., durchgesehene Auflage. Mit einem Vorwort von John C. Burnham, 2002, 2. Aufl. 2009, ISBN 978-3-85132-540-9.
- (Hrsg.): Die Couch. Vom Denken im Liegen. Verlag Prestel, München 2006, ISBN 978-3-7913-3688-6.
- mit Thomas Ballhausen, Günter Krenn (Hrsg.): Psyche im Kino. Sigmund Freud und der Film. Verlag Filmarchiv Austria, Wien 2006, ISBN 978-3-901932-89-2.
- mit Andreas Mayer (Hrsg.): Forgetting Freud? For a New Historiography of Psychoanalysis, Sonderheft Science in Context 19 (1), März 2006.
- Screening Wish Theories: Dreams Psychologies and Early Cinema. In: Science in Context 19 (1), 2006, S. 87–110.
- Smoking, Laughing, and the Compulsion to Film. On the beginnings of psychoanalytic documentaries. In: American Imago 1 (2004).
- (Hrsg.): Psychoanalytisches Wissen = Österreichische Zeitschrift für Geschichtswissenschaften 2 (2003). Verlag Turia + Kant, Wien 2003, ISBN 3-85132-362-9.
- mit Andreas Mayer: Dreaming by the Book. The „Interpretation of Dreams“ and the history of the psychoanalytic movement. Verlag Other Press. New York, London, 2003, ISBN 1-59051-009-7.
- (Hrsg.): Freuds verschwundene Nachbarn. Verlag Turia + Kant, Wien 2003, ISBN 3-85132-365-3.
- „Freud’s Fading Gods“. In: Bruno Latour, Peter Weibel (Hrsg.): Iconoclash, Image-making in Science, Religion, and Art. Beyond the image wars in science, religion, and art; on the occasion of the Exhibition Iconoclash – Beyond the Image Wars in Science, Religion, and Art, ZKM Karlsruhe. Cambridge MA 2002, ISBN 0-262-62172-X.
- mit Andreas Mayer: Träume nach Freud. Die „Traumdeutung“ und die Geschichte der psychoanalytischen Bewegung. Verlag Turia + Kant, Wien 2002, ISBN 3-85132-321-1; 2. durchges. Auflage mit einem Vorwort von John Burnham, Verlag Turia + Kant, Wien 2009, ISBN 978-3-85132-540-9.
- mit Andreas Mayer (Hrsg.): Die Lesbarkeit der Träume. Zu einer Geschichte von Freuds „Traumdeutung“. Fischer-Taschenbuch-Verlag, Frankfurt am Main 2000, ISBN 3-596-14520-1.
- „Meine ... alten und dreckigen Götter“. Aus Sigmund Freuds Sammlung. Verlag Stroemfeld, Frankfurt am Main 2000, ISBN 3-87877-746-9.
- Sigmund Freud Museum (Hrsg.): Internationaler Psychoanalytischer Verlag 1919–1938. Katalog. Wien 1995.